# Juegos Asiáticos de 1951
Los I Juegos Asiáticos se celebraron en Nueva Delhi (India), del 4 de marzo al 11 de marzo de 1951, bajo la denominación Nueva Delhi 1951.

Participaron un total de 489 deportistas representantes de 11 países miembros de la Federación para los Juegos Asiáticos. El total de competiciones fue de 57 repartidas en 6 deportes.

## Medallero
| Núm. | País      | Oro | Plata | Bronce | Total |
| ---- | --------- | --- | ----- | ------ | ----- |
| 1    | Japón     | 24  | 20    | 14     | 58    |
| 2    | India     | 15  | 18    | 19     | 52    |
| 3    | Irán      | 8   | 5     | 2      | 15    |
| 4    | Singapur  | 4   | 6     | 2      | 12    |
| 5    | Filipinas | 3   | 5     | 7      | 15    |
| 6    | Ceilán    | 0   | 1     | 0      | 1     |
| 7    | Indonesia | 0   | 0     | 5      | 5     |
| 8    | Birmania  | 0   | 0     | 3      | 3     |
| TOT  |           | 54  | 55    | 52     | 161   |

| Predecesor: Juegos del Lejano Oriente | I Juegos Asiáticos 1951 | Sucesor: Manila 1954 |